# Liste der Monuments historiques in Mesnil-la-Comtesse
Die Liste der Monuments historiques in Mesnil-la-Comtesse führt die Monuments historiques in der französischen Gemeinde Mesnil-la-Comtesse auf.

## Liste der Objekte
| Bezeichnung                  | Beschreibung                                            | Standort                        | Kennzeichnung | Schutzstatus | Datum | Bild |
| ---------------------------- | ------------------------------------------------------- | ------------------------------- | ------------- | ------------ | ----- | ---- |
| Pietà                        | Kalkstein, farbig gefasst, 15. oder 16. Jahrhundert     | in der Kirche St-Laurent (Lage) | PM10004784    | Inscrit      | 1980  |      |
| Skulptur Heiliger Laurentius | Kalkstein, farbig gefasst, Ende des 15. Jahrhunderts    | in der Kirche St-Laurent (Lage) | PM10001215    | Classé       | 1929  |      |
| Glockenrad                   | Schmiedeeisen, 17. oder 18. Jahrhundert; ohne Glöckchen | in der Kirche St-Laurent (Lage) | PM10004783    | Inscrit      | 1980  |      |
| Kirchenfenster               | aus dem 16. Jahrhundert; teilweise eingelagert          | in der Kirche St-Laurent (Lage) | PM10001213    | Classé       | 1903  |      |
| Skulptur Madonna mit Kind    | Kalkstein, farbig gefasst, Ende de 15. Jahrhunderts     | in der Kirche St-Laurent (Lage) | PM10001214    | Classé       | 1929  |      |